# Bergara (Gerichtsbezirk)
Der Gerichtsbezirk Bergara ist einer der sechs Gerichtsbezirke in der Provinz Gipuzkoa.
Der Bezirk umfasst 11 Gemeinden auf einer Fläche von 410,73 km² mit dem Hauptquartier in Bergara.

## Gemeinden
| Gemeinde               | Einwohner (2024) | Fläche km² | Dichte Einw./km² | Cod INE | Postleitzahl               |
| ---------------------- | ---------------- | ---------- | ---------------- | ------- | -------------------------- |
| Antzuola               | 2.069            | 27,72      | 75               | 20011   | 20577                      |
| Arrasate               | 22.123           | 30,80      | 718              | 20055   | 20500                      |
| Aretxabaleta           | 7.194            | 29,13      | 247              | 20013   | 20550                      |
| Bergara                | 14.471           | 75,97      | 190              | 20074   | 20570, 20578–20580         |
| Elgeta                 | 1.130            | 16,83      | 67               | 20033   | 20690                      |
| Eskoriatza             | 4.241            | 40,28      | 105              | 20034   | 20540                      |
| Legazpi                | 8.390            | 41,84      | 201              | 20051   | 20230                      |
| Leintz-Gatzaga         | 210              | 14,72      | 14               | 20068   | 20530                      |
| Oñati                  | 11.537           | 107,31     | 108              | 20059   | 20560, 20567, 20568, 20569 |
| Urretxu                | 6.765            | 7,71       | 877              | 20077   | 20700                      |
| Zumarraga              | 9.687            | 18,42      | 526              | 20080   | 20700                      |
| Gerichtsbezirk Bergara | 87.817           | 410,73     | 214              | –       | –                          |